# Félix Rigaux
Félix François Joseph Rigaux (Clavier, 28 december 1844 - Wanze, 31 maart 1908) was een Belgisch volksvertegenwoordiger.

## Levensloop
Hij was een zoon van François Rigaux, landbouwer en burgemeester van Clavier, en van Marie-Jeanne Detroz. Hij trouwde met Stéphanie Deville.
Hij promoveerde tot doctor in de rechten en doctor in de politieke en administratieve wetenschappen. Hij werd notaris in Hoei.
In 1892 werd hij katholiek volksvertegenwoordiger voor het arrondissement Hoei en vervulde dit mandaat tot in 1894.